# Денніс Маршалл
Денніс Амос Маршалл Максвелл (ісп. Dennis Amos Marshall Maxwell; 9 серпня 1985 року, Лимон — 23 червня 2011 року Сан-Хосе) — костариканський футболіст, захисник.

## Клубна кар'єра
Починав грати в «Пунтаренасs». У 2009 році Маршалл виступав за «Ередіано». Незабаром захисник перебрався в данський «Ольборг», за який він грав протягом двох років.

## Міжнародна кар'єра
За збірну Коста-Рики Денніс Маршалл виступав на Золотому Кубку КОНКАКАФ в 2009 і 2011 роках. У 2009 році захисник завоював разом з командою на турнірі бронзові медалі. Всього за національну команду він провів 18 матчів і забив 1 м'яч.

## Загибель
23 червня 2011 року на гірській дорозі поблизу столиці країни Сан-Хосе Маршалл разом зі своєю подругою загинув в результаті лобового зіткнення з вантажівкою. За 6 днів до трагедії він відзначився голом у ворота збірної Гондурасу на Золотому Кубку КОНКАКАФ в США.
Після аварії співчуття рідним і близьким Маршалла на національному телебаченні висловила Президент Коста-Рики Лаура Чинчилья. Поховання футболіста відбулись на його рідній арені «Естадіо Еладіо Росабаль Кордеро».